# Nicolaes Millich

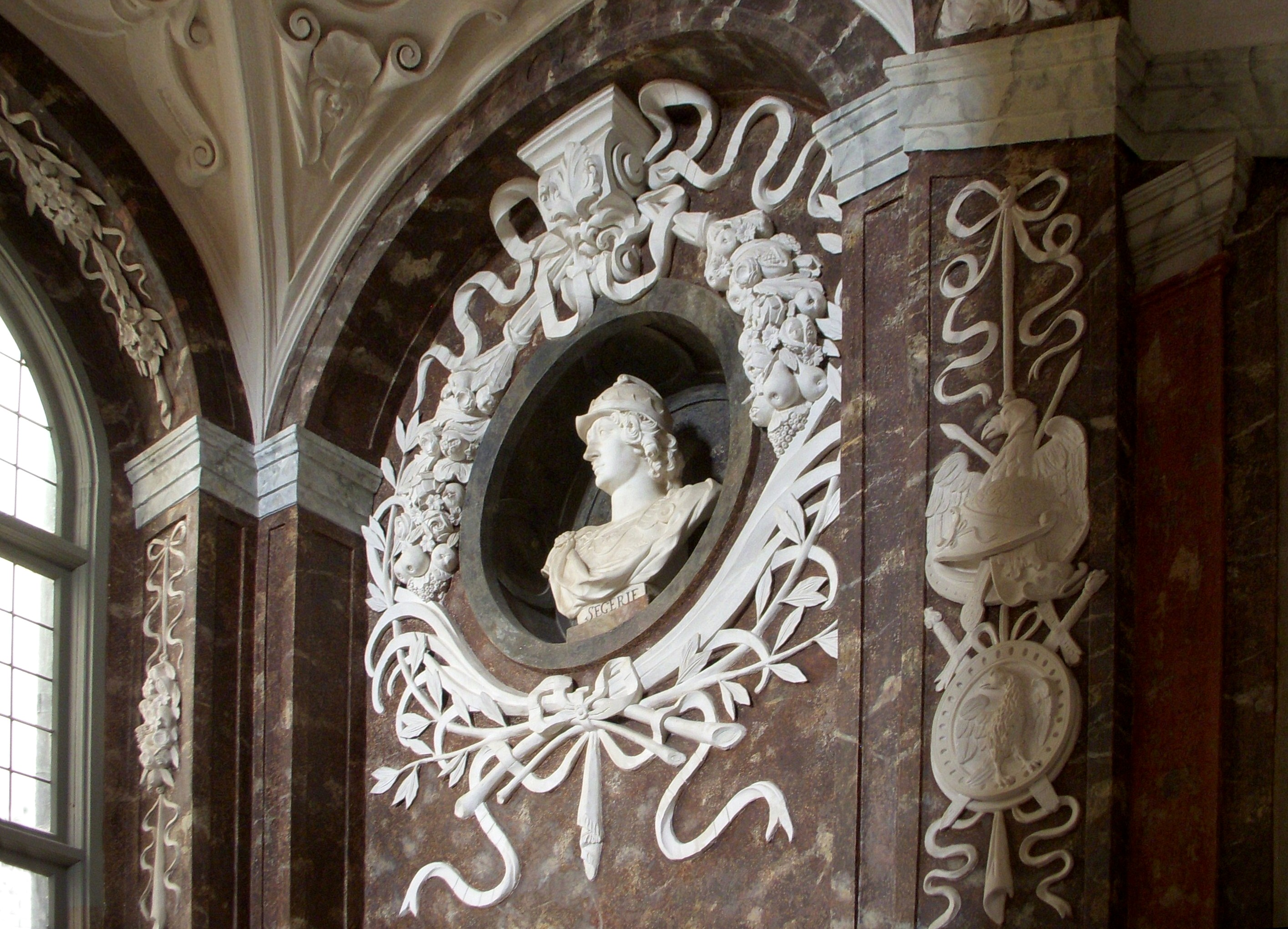
Trapphuset, Drottningholms slott med byst av Millich.

Nicolaes Millich, född 1629 i Antwerpen, död omkring 1699, var en burgundisk-nederländsk skulptör.

## Biografi
Millich blev mästare som skulptör i Antwerpens Lukasgille 1657-58. Han  arbetade i Sverige under två sejourer, 1669-76 och 1682-87. Han arbetade bland annat för Magnus Gabriel de la Gardie på Karlbergs slott och för änkedrottningen Hedvig Eleonora på Drottningholms slott. Millich är representerad vid bland annat Nationalmuseum i Stockholm.

## Verk i urval
- Skulptursvit i trapphallen i Drottningholms slott, 1670-1685
- Epitafium över Roshemius, omkring 1674, Solna kyrka
- Minnestavla över Carl Carlsson Gyllenhielm, sandsten, 1674, i koret i Solna kyrka
- Epitafium över Johann Hastfer, 1676, i Sankta Maria domkyrka i Tallinn i Estland
- Gravmonumnet över Erik Fleming, Sorunda kyrka
- Gravmonument över Bielkenstierna, vit- och gråådrad marmor, 1693, Österhaninge kyrka
- Byst av prins Gustav, Läckö slott
- Byts av prins Ulrik, Läckö slott

## Epitafium över Johann Hastfer i Tallinns domkyrka

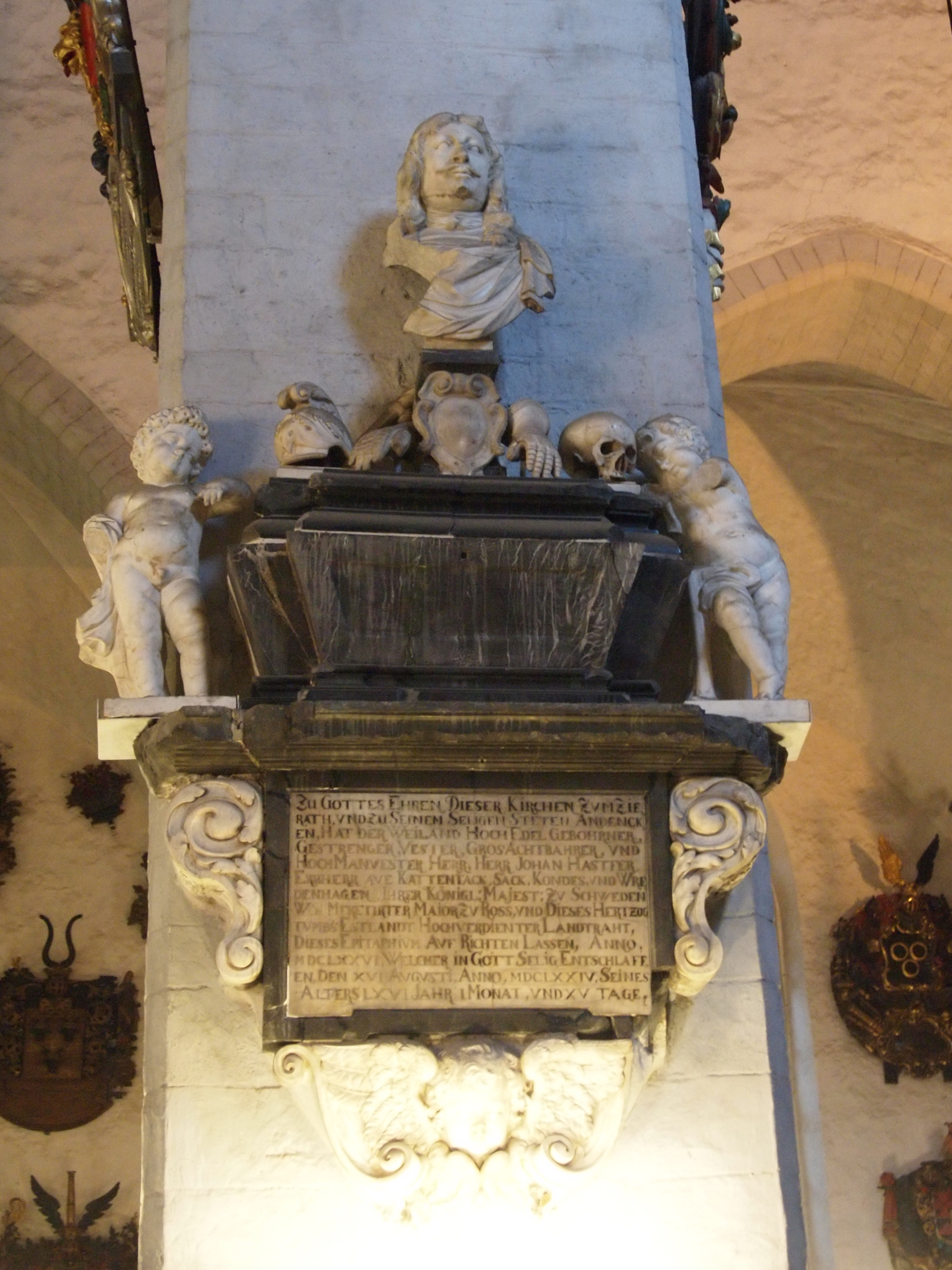
Epitafium över Johann Hastfer i Tallinns domkyrka.

Epitafium över Johann Hastfer finns i Tallinns domkyrka (estniska: Tallinna toomkirik), S:ta Mariakyrkan, historiskt även Revals domkyrka, i Estland. Inskriptionen står på tyska.